# Noor Hassanali
Noor Mohamed Hassanali (San Fernando, Trinidad y Tobago, Indias Occidentales Británicas, 13 de agosto de 1918 - Puerto España, 25 de agosto de 2006) fue el segundo presidente de la República de Trinidad y Tobago (1987-1997). Fue juez retirado de la corte suprema, el presidente Hassanali fue el primer indo-trinitario y musulmán en ocupar el cargo de presidente de Trinidad y Tobago y fue el primer jefe musulmán de un estado en el hemisferio occidental.

## Trayectoria
El sexto de siete hijos, Hassanali nació en San Fernando y se educó en las Escuelas Primarias de la Misión Canadiense de Canaan y Corinto (ahora Presbiteriana) y en el Colegio Naparima. Después de graduarse, enseñó en Naparima de 1938 a 1943. En 1943 viajó a Canadá, donde estudió en la Universidad de Toronto. Mientras estuvo en Canadá, sirvió como miembro del Cuerpo de Entrenamiento de Oficiales Canadienses desde 1943 hasta el final de la guerra en 1945. Fue llamado al bar en Gray's Inn en Londres en 1948.
Noor Hassanali trabajó como abogado en la práctica privada de 1948 a 1953, cuando fue nombrado magistrado. En 1960 fue nombrado Magistrado Superior y más tarde ese año fue nombrado consejero principal de la Corona en las cámaras del fiscal general. En 1965 fue nombrado asistente del procurador general y al año siguiente fue nombrado juez del Tribunal Superior. En 1978 fue nombrado miembro del Tribunal de Apelaciones y se retiró el 14 de abril de 1985. Fue elegido presidente en 1987 tras las elecciones que llevaron a la Alianza Nacional para la Reconstrucción (NAR) al gobierno. Aunque la oficina del presidente era en gran parte ceremonial (similar a la del gobernador general antes de que el país se convirtiera en una república) era una figura nacional tan popular que fue reelegido en 1992 por la administración del Movimiento Nacional Popular (PNM).
Hassanali fue descrito como "una de las figuras más neutrales, reservadas y dignas en la historia de la política de T&T". Cuando fue inaugurado como presidente en 1987, fue descrito como "una persona de credenciales impecables que tiene una reputación de honestidad y humildad de primer orden". Como musulmán, Hassanali decidió no servir bebidas alcohólicas en la Casa del Presidente. A pesar de las reservas por parte del entonces primer ministro A.N.R. Robinson, la decisión nunca fue vista como polémica por el público.
Estaba casado con Zalayhar Mohammed y tenía dos hijos, Khalid y Amena Hassanali-Sutton. Junto con sus hermanos, Noor Hassanali era un futbolista ávido y hábil, jugando tanto para el Naparima College como para su club Spitfire. En 2003 publicó un libro de sus discursos titulado Enseñanza de palabras en conjunción con la Fundación benéfica Naps. Su hermano, Fyzul Hassanali ha escrito dos libros sobre cricket. Sus primos incluyen a Manny Ramjohn, que fue corredor olímpico de larga distancia, y al Dr. Jean Ramjohn-Richards, primera dama de Trinidad y Tobago y esposa de su cuarto presidente, el profesor George Maxwell Richards. Hassanali sucedió al presidente interino Ellis Clarke (1976-1987) y fue sucedido por Arthur N. R. Robinson (presidente 1997-2003). 
El expresidente Hassanali murió el 25 de agosto de 2006 en su casa en Westmoorings, Trinidad y Tobago, a la edad de 88 años. Había sufrido de hipertensión el año anterior. Hassanali fue enterrado más tarde en el cementerio occidental en Saint James, Trinidad y Tobago.